# Dunga
Carlos Caetano Bledorn Verri (Ijuí, 31 de octubre de 1963) más conocido como Dunga, es un exfutbolista y entrenador brasileño. Como jugador, fue el capitán de la selección de Brasil que ganó el título en el Mundial de Estados Unidos 1994. Como entrenador, dirigió a la selección de Brasil en dos ocasiones, entre 2006 y 2010 y luego entre 2014 y 2016. Su única experiencia como entrenador de un club, fue en el Internacional.

## Trayectoria

### Como jugador
Dunga empezó su carrera futbolística en el Internacional, y posteriormente saltó a otros clubes brasileños, como el Corinthians, el Santos y el Vasco da Gama.
En 1987 pasó al Pisa Calcio, y desde ese instante se dio a conocer en el fútbol europeo. Posteriormente, jugó en las filas de la Fiorentina, el Pescara y el Stuttgart.
Los dos últimos clubes donde jugó Dunga fueron el Júbilo Iwata y de nuevo el Internacional. En tierras japonesas logró algunos títulos, antes de regresar finalmente a Brasil, donde acabó su carrera como futbolista.
Pero, sin duda alguna, sus mayores éxitos los consiguió con la Selección de Brasil, conquistando el título más importante en su carrera como jugador: la Copa del Mundo de Estados Unidos de 1994.

### Como entrenador

#### Selección de fútbol de Brasil
Como entrenador se desempeñó en la selección brasileña, a la que llegó en 2006 reemplazando a Carlos Alberto Parreira, tras el Mundial de Alemania 2006. Su debut en el banquillo brasileño se produjo el 16 de agosto de 2006, en el Noruega 1-1 Brasil.
Como técnico de la selección brasileña se proclamó ganador de la Copa América 2007, celebrada en Venezuela, ganando en la final a la selección de Argentina por 3-0 y la Copa Confederaciones del 2009 derrotando a Estados Unidos en una espectacular remontada (3-2). Sin embargo, falló en su objetivo de conquistar el Mundial de Sudáfrica 2010 tras caer en cuartos de final frente a Holanda (2-1). Debido a este último hecho, puso punto final a su ciclo como entrenador de la selección brasileña absoluta el mismo día de la eliminación (2 de julio de 2010).

#### Sport Club Internacional
Dos años después, fue contratado por el Internacional. Fue destituido apenas 10 meses después, tras una mala racha de resultados.

#### Selección de fútbol de Brasil

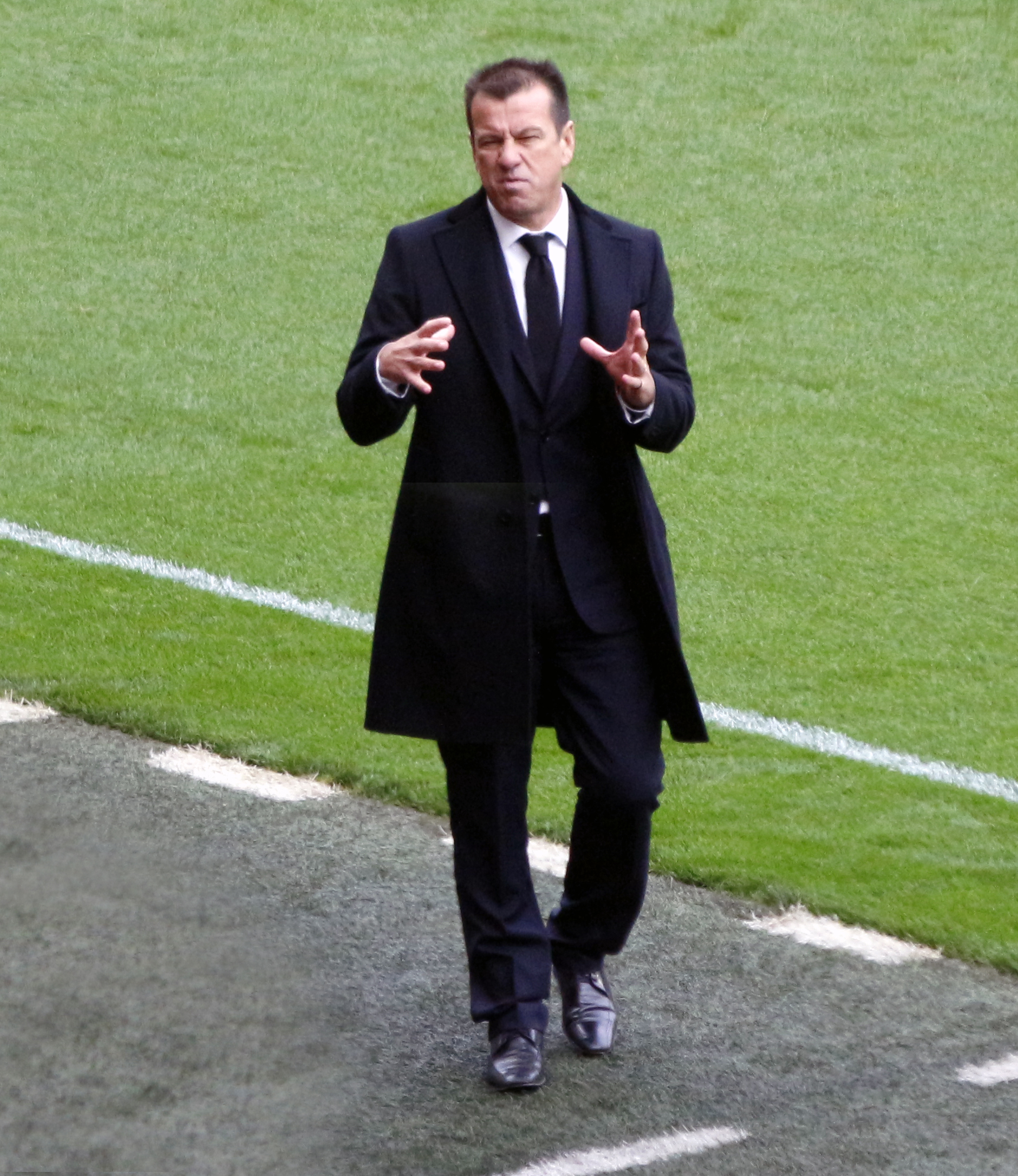
Dunga como entrenador de Brasil en 2015.

El 22 de julio de 2014, Dunga es anunciado como nuevo seleccionador de Brasil en sustitución de Luiz Felipe Scolari, quien fue destituido tras el humillante papel de la verdeamarela en el Mundial celebrado en su casa, iniciando así su segunda etapa al frente de la canarinha. Regresó con mal pie, siendo eliminado en cuartos de final de la Copa América por Paraguay en la tanda de penaltis. Un año después, en la Copa América Centenario, Brasil cayó en la fase de grupos tras una derrota contra Perú. La eliminación fue considerada como un fracaso y provocó su despido el 14 de junio de 2016.
El 14 de julio de 2023 estuvo entre la lista de candidatos para ser técnico del seleccionado Hondureño, por parte de la Comisión de Selecciones de la Federación de Futbol de Honduras.

## Clubes

### Como jugador
| Club          | País     | Año       |
| ------------- | -------- | --------- |
| Internacional | Brasil   | 1980-1984 |
| Corinthians   | Brasil   | 1985      |
| Santos        | Brasil   | 1986      |
| Vasco da Gama | Brasil   | 1987      |
| Pisa          | Italia   | 1987-1988 |
| Fiorentina    | Italia   | 1988-1992 |
| Pescara       | Italia   | 1992-1993 |
| Stuttgart     | Alemania | 1993-1995 |
| Júbilo Iwata  | Japón    | 1995-1998 |
| Internacional | Brasil   | 1999-2000 |

### Como entrenador
| Club                | País   | Año       | P  | PG | PE | PP | % v.   |
| ------------------- | ------ | --------- | -- | -- | -- | -- | ------ |
| Selección brasileña | Brasil | 2006-2010 | 60 | 42 | 12 | 6  | 76.67% |
| Internacional       | Brasil | 2012-2013 | 52 | 25 | 18 | 9  | 59.62% |
| Selección brasileña | Brasil | 2014-2016 | 26 | 18 | 5  | 3  | 75.64% |

## Estadísticas como entrenador
| Equipo                 | Torneo               | Estadísticas | Estadísticas | Estadísticas | Estadísticas | Estadísticas | Estadísticas | Estadísticas | Estadísticas |
| Equipo                 | Torneo               | PD           | G            | E            | P            | GF           | GC           | DG           | Efect        |
| ---------------------- | -------------------- | ------------ | ------------ | ------------ | ------------ | ------------ | ------------ | ------------ | ------------ |
| Internacional · Brasil | Gaucho 2013          | 21           | 14           | 5            | 2            | 37           | 11           | +26          | 74,60%       |
| Internacional · Brasil | Serie A 2013         | 31           | 10           | 12           | 9            | 47           | 45           | +2           | 45,16%       |
| Internacional · Brasil | Copa de Brasil 2013  | 9            | 4            | 5            | 0            | 14           | 5            | +9           | 62,96%       |
| Internacional · Brasil | Total                | 61           | 28           | 22           | 11           | 98           | 61           | +37          | 57,92%       |
| Brasil Sub-23 · Brasil | Amistoso             | 3            | 3            | 0            | 0            | 6            | 0            | +6           | 100%         |
| Brasil Sub-23 · Brasil | Pekín 2008           | 6            | 5            | 0            | 1            | 14           | 3            | +11          | 83,33%       |
| Brasil Sub-23 · Brasil | Total                | 9            | 8            | 0            | 1            | 20           | 3            | +17          | 88,89%       |
| Brasil · Brasil        | Amistoso             | 38           | 33           | 3            | 2            | 80           | 19           | +61          | 89,47%       |
| Brasil · Brasil        | Copa América 2007    | 6            | 4            | 1            | 1            | 15           | 5            | +10          | 72,22%       |
| Brasil · Brasil        | Eliminatoria 2010    | 18           | 9            | 7            | 2            | 33           | 11           | +22          | 62,96%       |
| Brasil · Brasil        | Confederaciones 2009 | 5            | 5            | 0            | 0            | 14           | 5            | +9           | 100%         |
| Brasil · Brasil        | Mundial 2010         | 5            | 3            | 1            | 1            | 9            | 4            | +5           | 66,67%       |
| Brasil · Brasil        | Copa América 2015    | 4            | 2            | 1            | 1            | 5            | 4            | +1           | 58,33%       |
| Brasil · Brasil        | Eliminatoria 2018    | 6            | 2            | 3            | 1            | 11           | 8            | +3           | 50%          |
| Brasil · Brasil        | Copa América 2016    | 3            | 1            | 1            | 1            | 7            | 2            | +5           | 44,44%       |
| Brasil · Brasil        | Total                | 86           | 60           | 17           | 9            | 174          | 58           | +116         | 76,36%       |
|                        |                      |              |              |              |              |              |              |              |              |
| Total en sus equipos   | Total en sus equipos | 154          | 94           | 39           | 21           | 291          | 122          | +169         | 69,48%       |

Actualizado el 12 de junio de 2016 (actualmente se encuentra sin equipo). 

## Participaciones en Copas del Mundo

### Como futbolista
| Mundial              | Sede           | Resultado        |
| -------------------- | -------------- | ---------------- |
| Copa Mundial de 1990 | Italia         | Octavos de final |
| Copa Mundial de 1994 | Estados Unidos | Campeón          |
| Copa Mundial de 1998 | Francia        | Subcampeón       |

### Como entrenador
| Mundial              | Sede      | Resultado        |
| -------------------- | --------- | ---------------- |
| Copa Mundial de 2010 | Sudáfrica | Cuartos de final |

## Participaciones en Copa Confederaciones

### Como futbolista
| Copa                      | Sede           | Resultado |
| ------------------------- | -------------- | --------- |
| Copa Confederaciones 1997 | Arabia Saudita | Campeón   |

### Como entrenador
| Copa                      | Sede      | Resultado |
| ------------------------- | --------- | --------- |
| Copa Confederaciones 2009 | Sudáfrica | Campeón   |

## Participaciones en Copa América

### Como futbolista
| Copa              | Sede    | Resultado  |
| ----------------- | ------- | ---------- |
| Copa América 1989 | Brasil  | Campeón    |
| Copa América 1995 | Uruguay | Subcampeón |
| Copa América 1997 | Bolivia | Campeón    |

### Como entrenador
| Copa                    | Sede           | Resultado        |
| ----------------------- | -------------- | ---------------- |
| Copa América 2007       | Venezuela      | Campeón          |
| Copa América 2015       | Chile          | Cuartos de final |
| Copa América Centenario | Estados Unidos | Primera Fase     |

## Participaciones en Juegos Olímpicos

### Como jugador
| Olimpiadas               | Sede        | Resultado  |
| ------------------------ | ----------- | ---------- |
| Juegos Olímpicos de 1984 | Los Ángeles | Subcampeón |

### Como entrenador
| Olimpiadas               | Sede  | Resultado    |
| ------------------------ | ----- | ------------ |
| Juegos Olímpicos de 2008 | Pekín | Tercer lugar |

## Palmarés

### Como futbolista

#### Torneos nacionales
| Título         | Equipo       | Sede  | Año  |
| -------------- | ------------ | ----- | ---- |
| Copa J. League | Júbilo Iwata | Japón | 1997 |

#### Torneos internacionales
| Título               | Equipo              | Sede           | Año  |
| -------------------- | ------------------- | -------------- | ---- |
| Copa Mundial Sub-20  | Selección de Brasil | México         | 1983 |
| Juegos Olímpicos     | Selección de Brasil | Los Ángeles    | 1984 |
| Copa América         | Selección de Brasil | Brasil         | 1989 |
| Copa Mundial         | Selección de Brasil | Estados Unidos | 1994 |
| Copa América         | Selección de Brasil | Bolivia        | 1997 |
| Copa Confederaciones | Selección de Brasil | Arabia Saudita | 1997 |

### Como entrenador

#### Torneos regionales
| Título            | Equipo        | Estado             | Año  |
| ----------------- | ------------- | ------------------ | ---- |
| Campeonato Gaúcho | Internacional | Río Grande del Sur | 2013 |

#### Torneos internacionales
| Título               | Equipo              | Sede      | Año  |
| -------------------- | ------------------- | --------- | ---- |
| Copa América         | Selección de Brasil | Venezuela | 2007 |
| Juegos Olímpicos     | Selección de Brasil | Pekín     | 2008 |
| Copa Confederaciones | Selección de Brasil | Sudáfrica | 2009 |